# Скит (міфологія)
Скит, також Скіф, Скітес (грец. Σκύθης) — перший правитель і родоначальник скитів. Згідно з Геродотом, син Геракла (варіант: Зевса) та Єхидни (Гілеї).

## Історія народження
Під час свого десятого подвигу на службі у Еврістея, Геракл втратив стадо Геріона, і, шукаючи його, прибув у лісисту місцевість Ілея (Гілея) на північ від Чорного моря. Однак одного ранку він виявив, що його коні зникли. Геракл розпочав пошуки, це привело його до печери. У цій печері він знайшов дивну істоту, верхня частина тіла якої була жіночою, а нижня зміїною, це була Єхидна.
Вона погодилася повернути коней Гераклові в тому випадку, якщо він розділить з нею ліжко. Геракл погодився, і через деякий час Єхидна народила від нього трьох синів: Агатирса, Гелона та Скита. Єхидна спитала Геракла, що робити з його синами. Залишити їх у її країні, чи відправити з Гераклом? 
Геракл залишив свій лук і пас, і сказав, що син, який натягне лук і одягне пояс, може залишитися. Двох інших синів доведеться вислати. Після досягнення повноліття, молодший син, Скит, натягнув батькову тятиву на лук і одягнув пас. Він залишився на землі своєї матері, став прабатьком скитів, і їх першим правителем.
Цю легенду також розглядають, як історію про походження «царських» скитів. Згідно з Геродотом, царські скити жили між скіфами-кочовиками на заході, савроматами на сході, таврами на півдні та меланхленами на півночі, займаючи степи Північного Причорномор'я на Лівобережжі Дніпра, включно з рівнинною частиною Криму. 

Усі царі цих скитів вважалися прямими нащадками Скита - сина Геракла.
Агатирс і Гелон не змогли натягнути лук і одягнути пояс, тому Єхидна, за заповітом Геракла, вигнала їх.

Старший брат Агатирс рушив на північний захід, де став прабатьком народу агатирсів. Середнім брат Гелон рушив на північний схід, де став прабатьком - племені гелонів, що заснували місто Гелон і почали осіле землеробське суспільство. Вони були найбільш культурними з цих трьох праскитських народів, і мали тісні (торговельні) зв'язки з елінами.

## Пояснення
Геродот був греком, і тому його твори зосереджені прибільшені значення всього грецького та доведененні домінування грецького народу.
Єхидна позначає народ, який спочатку населяв територію Тавриди та Подніпров'я. Її змієподібність і життя в печері вказує на її зв'язок із землею. Вона також є гібридом, наполовину людиною та наполовину змієм, ким Геродот прямо називав автохтонів (місцевих жителів). Вони люди, але водночас звірі: вони ще не мають цивілізації, на думку греків.
Геракл у цьому сюжеті символізує грецький народ. Його прибуття до Північного Причорномор'ч змінює місцеве суспільство. "Завдяки" цьому грецькому впливу стало "можливим" створити цивілізацію, державу, монархію, яка відображала цінності давньогрецького суспільства.
Скит - найбільш сильний син Геракла та Єхидни. Фізично з трьох братів він найбільше був схожий на батька, він знайомий з грецькою культурою (лук, пояс), і завдяки своїй силі змушує двох своїх братів шукати собі нові землі для проживання. В дорослому віці він жив ближче до Греції, ніж його брати-вигнанці. Тому у цією історією греки хочуть показати, що саме завдяки їм у скитів виникла цівілізація.
Геродот приписує силу скитського народу «дарам», принесеним Гераклом у ті землі. У культурному відношенні у них є пояс, у військовому відношенні лук, а політично перший правитель, Скит, наполовину грек, і як найсильніший з братів зміг правити "царський" лідер.